# ヴェネツィア (加藤和彦のアルバム)
『ヴェネツィア』(VENÉZIA)は、1984年11月1日に発売された加藤和彦の9枚目のソロ・アルバム。安井かずみとの共作による、CBS/SONYにおける2枚目のアルバムである。

## 解説
『ヴェネツィア』はヴェネツィアをテーマとしたコンセプト・アルバムで、歌詞やサウンドの随所にヴェネツィアの風物やシャンソン、カンツォーネなどの要素が含まれている。
本作の制作にあたって、加藤は安井かずみとともに第77代ヴェネツィア共和国総督アンドレア・グリッティの私邸を改造したグリッティ・パレス・ホテルに滞在、安井は同地で詞を書きあげた。サウンド面ではクリトーンズなどのアルバムなどを通じて知己を得たマーク・ゴールデンバーグを招き、彼の手による打ち込みを主体に何人かのミュージシャンたちの協力を得て東京の一口坂スタジオでレコーディングが行われた。
加藤は1993年に行なわれた前田祥丈とのインタビューで、本作について「ヴェネツィア真空パック。ヴェネツィアが好きだから。好きなものをテーマにすると、のめってわかんなくなるからまずいなというのがあって。でも、やっぱり好きだからやってしまったという。理屈がなくて、エッセイみたいなアルバムですね」と語っている。
なお、本作発表の翌年、加藤は担当ディレクター白川隆三が所属部署を異動になったことを理由にCBS/SONYを離れ、東芝EMIに移籍した。

## アートワーク
アート・ディレクションは渡邊かをるが担当した。アルバム・カバーには金子國義の絵画が使用され、縦書きの歌詞カードが付いた。また、帯には、初発売時から継続して以下のキャッチコピーが記載されている。

## 収録曲
全曲作詞：安井かずみ、作編曲：加藤和彦
アナログ・レコードでは#1から#5までがA面に、#6から#10までがB面に収録されている。
楽曲の時間表記は初出CTに基づく。
1. 首のないマドンナ - (4:34)
2. ハリーズBAR - (4:23)
ヴェネツィアに実在する同名のバー・レストランを舞台にした楽曲で、アルバム発売後、12インチ・シングルとしてもリリースされ[5]、プロモーション用として7インチEP盤も頒布された[6]。なお、この曲はシャンソン歌手のしますえよしおがカバーしている[7]。
3. トパーズの目をした女 - (3:55)
4. 真夜中のバレリーナ - (2:51)
この楽曲は高岡早紀がカバーしている[8]。
5. 七つの影と七つのため息 - (5:20)
6. スモール・ホテル - (3:59)
7. ノスタルジア - (4:54)
8. ピアツァ・サンマルコ - (3:56)
9. ソング・フォー・ヴェネツィア - (4:09)
10. 水に投げた白い百合 - (4:57)

## クレジット
- Produced & Arranged by Kazuhiko Kato
- All Song Written by Kazuhiko Kato
- All Lyrics Written by Kazumi Yasui
- Directed by Ryuzoh Shirakawa for CBS/SONY Inc.
- Engineerd by Masayoshi Okawa (Sound Man)
- Mixed by Masayoshi Okawa & Kazuhiko Kato
- Assistant Engineers - Hisao Kemori & Naoki Machida
- Recorded at Hitokuchizaka Studios, Tokyo
- MC-4 Operation - Akira Sakota
- Additional Recording by Makoto Morimoto

- Art Direction - Kaoru Watanabe
- Painted by Kuniyoshi Kaneko
- Designed by Kaoru Watanabe, Hiroyasu Yoshioka, Katsunori Hironaka
- Executive Producers - Ichiro Asatsuma (P.M.P), Hiroshi Inagaki (CBS/SONY)
- Directed by Akira Sasajima & Takaaki Fujioka
- Personal Management - Kenichi Okeda
- All Songs Published by Pacific Music Publishing Co,.Ltd.
- Thanks to Yoshio Takatsudo, Masato Kitagawa, Shizuo Matsuo, Yoshiaki Watanabe (Hitokuchizaka Studio), Keiko Nagamine, KORG & Shigenori Tanaka (Yamaha Shibuya)

### ミュージシャン
- Kazuhiko Kato - Vocal, Keyboard, Guitar, Treatments
- Mark Goldenberg - Linn Drum, Simmons, Prophet T-8, Korg, Fairlight CMI, Yamaha, Emulator, P.P.G., Acoustic Piano, Bass, Guitar, etc.
- Yukihiro Takahashi - Drums (#1, #5, #10)
- Yasuaki Shimizu - Saxophone (#5)
- Motoya Hamaguchi - Percussions
- Kunimitsu Inaba - Double Bass (#6)
- Chuei Yoshikawa - Mandolin (#6)
- Mark Goldenberg Appears Courtesy of RDM/MCA Records
- Yukihiro Takahashi Appears Courtesy of Alfa Records

## 発売履歴
| 形態 | 発売日         | レーベル    | 品番     | アートワーク | 初出/再発 | 備考                         |
| ---- | -------------- | ----------- | -------- | ------------ | --------- | ---------------------------- |
| LP   | 1984年11月01日 | CBS/SONY    | 28AH1791 | 金子國義     | 初出      | E式ジャケット 真空パッケージ |
| CT   | 1984年11月01日 | CBS/SONY    | 28KH1581 | 金子國義     | 初出      | ドルビーシステム仕様         |
| CD   | 1985年08月25日 | CBS/SONY    | 32DH268  | 金子國義     | 初出      |                              |
| CD   | 1991年05月15日 | Sony Record | SRCL1844 | 金子國義     | 再発      | CD選書                       |